# Onychocella antiqua
Onychocella antiqua is een mosdiertjessoort uit de familie van de Onychocellidae. De wetenschappelijke naam van de soort is voor het eerst geldig gepubliceerd in 1858 door Busk.